# أنتوني (مونتير)
أنتوني (بالإنجليزية: Anthony)‏ هو مونتير هندي، ولد في 11 سبتمبر 1973 في T. Nagar ‏ في الهند.

## وصلات خارجية
- أنتوني على موقع IMDb (الإنجليزية)
- أنتوني على موقع قاعدة بيانات الفيلم (الإنجليزية)